# Speyeria nokomis melaena
Speyeria nokomis melaena es una subespecie de la especie Speyeria nokomis de mariposa de la familia Nymphalidae.

## Descripción
Sus antenas son de color anaranjado: la maza antenas de color café oscuro, y la zona ápical es anaranjada. La cabeza es también color anaranjado con pelos del mismo color; el tórax es de color anaranjado-rojizo. El abdomen es de color negro con pelos de color anaranjado. En las alas anteriores el margen costal es ligeramente convexo, el ápice es redondo, el margen externo es casi recto, al igual que el margen anal. El torno es casi picudo. Las alas anteriores en su fondo son de color anaranjado. En la región basal presenta escamas de color café, siendo menos abundantes hacia la región mediana o distal (en esta especie las escamas son más abundantes y más oscuras). Después de la región distal no presenta escamas de color café a amarillo, ya que a partir de esta son escamas amarillas, por lo que predomina este color. 
Tanto en las alas anteriores como posteriores presenta una serie de bandas que se describen a continuación. Presenta tres líneas de color café en la célula distal, en esta subespecie son más anchas que en "S". Nokomis wenona. En la banda postdiscal presenta manchas intervenales de color café oscuro. En las celdas M2-M3, y M1-M2 cerca de la célula discal presentan línea café. En la región postmeridiana presenta manchas en las celdas casi redondas, solo ausente en la celda anal. En la región submarginal tiene una serie de manchas triangulares o en forma de bumerán de color café. En la región marginal presenta una línea café y en el margen externo pelos color café oscuro.  En las alas posteriores, el fondo es de color amarillo,  en la región basal hacia la región postdorsal presenta escamas cafés, con abundantes pelos de mismo color.  Presenta una serie de manchas de color café dispuestas en la siguiente forma: Una en la región mediana en la celda discal, una en la celda M1-M2, Rs-M1, Sc+R1-Rs. Y en la región postdiscal dos líneas de puntos cafés casi redondos: en las celdas: Cu2-Cu1, M3-Cu1M2-M3.M1-M2, Rs-M1. En la región submarginal presenta serie de manchas triangulares de color café, y ausente cerca de la celda anal. En la región marginal con una línea delgada de color café. El margen externo con pelos cafés. Ventralmente las alas son con patrones diferentes. El fondo de las alas anteriores es de color amarillo con escamas anaranjadas en la célula discal, y estas más concentradas y desapareciendo hacia la región postdorsal, siendo rojas en esta zona. Por lo que se diferencia de otras especies de mariposas con gran facilidad.
En la región submarginal presenta serie de manchas color café y vienen acompañadas de manchas triangulares de color blanco, esta van desapareciendo hacia el torno. Presenta manchas subapicales con escamas blancas y bordes con difuminado negro. En las alas posteriores el color de fondo es amarillo con escamas de color café menos densas. Presenta tres manchas circulares con escamas blancas, por la región postbasal en las celdas Sc+R1-Rs, celda discal, M3-M1; dos manchas circulares del mismo color en las celdas discal en su parte más apical, y en la celda M3-Cu1. En la región postdiscal presentas siete manchas de diferentes tamaños de color blanco con borde negro en su lado basal. 
En la región submediana se observan 7 manchas triangulares del mismo color blanco brillante. La cabeza, tórax y abdomen son amarillos con abundantes pelos anaranjados. En el margen anal presenta escalas blancas al igual que en el margen costal. En esta subespecie, la hembra es diferente al macho, con el mismo patrón de manchas, sin embargo el color de fondo es negro, con algunas escamas moradas y presenta manchado con escamas blancas en la región postdiscal y cerca de la región submarginal. Ventralmente es similar a la subespecie de "S". Nokomis wenona, pero en esta las escamas son rojas en su mayoría en la celda discal. La cabeza los palpos son de color blanco y amarillo. El tórax es de color blanco con algunos pelos amarillos. El abdomen es de color blanco, con algunos pelos amarillos.

## Distribución
Centro de México, en el Estado de Aguascalientes.

## Hábitat
No se conoce información del ambiente.

## Estado de conservación
No está incluida en la NOM-059, ni tampoco evaluada por la UICN. 